# Tiro nos Jogos Olímpicos de Verão de 1900

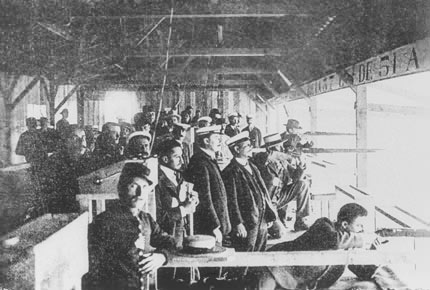
Local de disputa das provas de tiro durante os Jogos de 1900

O tiro nos Jogos Olímpicos de Verão de 1900 foi realizado em Paris, França. Apesar de vários eventos terem sido disputados, o Comitê Olímpico Internacional reconhece 9 provas como oficiais em 1900.

## Tiro rápido 25 m
| Pos. | País         | Atletas         |
| ---- | ------------ | --------------- |
|      | França (FRA) | Maurice Larrouy |
|      | França (FRA) | Léon Moreaux    |
|      | França (FRA) | Eugène Balme    |

O evento realizou-se entre 1 e 4 de agosto com seis atiradores de dois países. Cinco atiradores empataram com 57 pontos, porém os critérios de desempate são desconhecidos.
| Pos. | Atirador        | País   | Placar |
| ---- | --------------- | ------ | ------ |
| 1    | Maurice Larrouy | França | 58     |
| 2    | Léon Moreaux    | França | 57     |
| 3    | Eugène Balmé    | França | 57     |
| 4    | Paul Moreau     | França | 57     |
| 5    | Paul Probst     | Suíça  | 57     |
| 6    | Joseph Labbé    | França | 57     |

## Pistola militar individual
| Pos. | País         | Atletas         |
| ---- | ------------ | --------------- |
|      | Suíça (SUI)  | Karl Röderer    |
|      | França (FRA) | Achille Paroche |
|      | Suíça (SUI)  | Konrad Stäheli  |

O evento realizou-se em 1 de agosto com vinte atiradores de quatro países.
| Pos. | Atirador            | País          | Placar |
| ---- | ------------------- | ------------- | ------ |
| 1    | Karl Röderer        | Suíça         | 503    |
| 2    | Achille Paroche     | França        | 466    |
| 3    | Konrad Stäheli      | Suíça         | 453    |
| 4    | Louis Richardet     | Suíça         | 448    |
| 5    | Louis Duffoy        | França        | 442    |
| 6    | Gerardus van Haan   | Países Baixos | 437    |
| 7    | Friedrich Lüthi     | Suíça         | 435    |
| 7    | Léon Moreaux        | França        | 435    |
| 9    | Paul Probst         | Suíça         | 432    |
| 10   | Trinité             | França        | 431    |
| 11   | Maurice Lecoq       | França        | 429    |
| 12   | Henrik Sillem       | Países Baixos | 408    |
| 13   | Rooman              | Bélgica       | 405    |
| 14   | Thèves              | Bélgica       | 404    |
| 15   | Antonius Bouwens    | Países Baixos | 390    |
| 16   | Victor Robert       | Bélgica       | 351    |
| 17   | Eichorn             | Bélgica       | 345    |
| 18   | Solko van den Bergh | Países Baixos | 331    |
| 19   | Lebègue             | Bélgica       | 318    |
| 20   | Anthony Sweijs      | Países Baixos | 310    |

## Pistola militar por equipe
| Pos. | País                | Atletas                                                                             |
| ---- | ------------------- | ----------------------------------------------------------------------------------- |
|      | Suíça (SUI)         | Karl Röderer Konrad Stäheli Louis Richardet Friedrich Lüthi Paul Probst             |
|      | França (FRA)        | Achille Paroche Louis Duffoy Léon Moreaux Trinité Maurice Lecoq                     |
|      | Países Baixos (NED) | Gerardus van Haan Henrik Sillem Antonius Bouwens Solko van den Bergh Anthony Sweijs |

O placar dos atiradores na prova individual foi somado e a equipe que somou mais pontos sagrou-se campeã.
| Pos. | Equipe                                                         | Placar 1 | Placar 2 | Placar 3 | Placar 4 | Placar 5 | Total |
| ---- | -------------------------------------------------------------- | -------- | -------- | -------- | -------- | -------- | ----- |
| 1    | Suíça Röderer, Stäheli, Richardet, Lüthi, Probst               | 503      | 453      | 448      | 435      | 432      | 2271  |
| 2    | França Paroche, Duffoy, Moreaux, Trinité, Lecoq                | 466      | 442      | 435      | 431      | 429      | 2203  |
| 3    | Países Baixos Van Haan, Sillem, Bouwens, Van den Bergh, Sweijs | 437      | 408      | 390      | 331      | 310      | 1876  |
| 4    | Bélgica Rooman, Thèves, Robert, Eichorn, Lebègue               | 405      | 404      | 351      | 345      | 318      | 1823  |

## Carabina militar em pé
| Pos. | País            | Atletas            |
| ---- | --------------- | ------------------ |
|      | Dinamarca (DEN) | Lars Jørgen Madsen |
|      | Noruega (NOR)   | Ole Østmo          |
|      | Bélgica (BEL)   | Charles Paumier    |

Cada atirador podia dar 40 tiros, totalizando um máximo de 400 pontos.
| Pos. | Atirador             | País          | Placar |
| ---- | -------------------- | ------------- | ------ |
| 1    | Lars Jørgen Madsen   | Dinamarca     | 305    |
| 2    | Ole Østmo            | Noruega       | 299    |
| 3    | Charles Paumier      | Bélgica       | 298    |
| 4    | Paul van Asbroeck    | Bélgica       | 297    |
| 5    | Franz Böckli         | Suíça         | 294    |
| 6    | Emil Kellenberger    | Suíça         | 292    |
| 7    | Jules Bury           | Bélgica       | 282    |
| 7    | Alfred Grütter       | Suíça         | 282    |
| 9    | Hellmer Hermandsen   | Noruega       | 280    |
| 10   | Auguste Cavadini     | França        | 278    |
| 11   | Viggo Jensen         | Dinamarca     | 277    |
| 11   | Anders Peter Nielsen | Dinamarca     | 277    |
| 13   | Tom Seeberg          | Noruega       | 275    |
| 14   | Marcus Ravenswaaij   | Países Baixos | 272    |
| 14   | Konrad Stäheli       | Suíça         | 272    |
| 16   | Olaf Frydenlund      | Noruega       | 271    |
| 17   | Léon Moreaux         | França        | 269    |
| 17   | Louis Richardet      | Suíça         | 269    |
| 19   | Maurice Lecoq        | França        | 268    |
| 19   | Achille Paroche      | França        | 268    |
| 21   | Edouard Myin         | Bélgica       | 265    |
| 22   | Axel Kristensen      | Dinamarca     | 261    |
| 22   | Uilke Vuurman        | Países Baixos | 261    |
| 24   | René Thomas          | França        | 254    |
| 25   | Henrik Sillem        | Países Baixos | 249    |
| 26   | Ole Sæther           | Noruega       | 239    |
| 26   | Solko van den Bergh  | Países Baixos | 239    |
| 28   | Laurids Jensen-Kjær  | Dinamarca     | 238    |
| 28   | Antonius Bouwens     | Países Baixos | 238    |
| 30   | Joseph Baras         | Bélgica       | 233    |

## Carabina militar ajoelhado
| Pos. | País            | Atletas              |
| ---- | --------------- | -------------------- |
|      | Suíça (SUI)     | Konrad Stäheli       |
|      | Suíça (SUI)     | Emil Kellenberger    |
|      | Dinamarca (DEN) | Anders Peter Nielsen |
|      | -               | nenhum               |

Cada atirador podia dar 40 tiros, totalizando um máximo de 400 pontos.
| Pos. | Atirador             | País          | Placar |
| ---- | -------------------- | ------------- | ------ |
| 1    | Konrad Stäheli       | Suíça         | 324    |
| 2    | Emil Kellenberger    | Suíça         | 314    |
| 2    | Anders Peter Nielsen | Dinamarca     | 314    |
| 4    | Paul van Asbroeck    | Bélgica       | 308    |
| 5    | Marcus Ravenswaaij   | Países Baixos | 306    |
| 6    | Uilke Vuurman        | Países Baixos | 303    |
| 7    | Franz Böckli         | Suíça         | 300    |
| 8    | Lars Jørgen Madsen   | Dinamarca     | 299    |
| 9    | Charles Paumier      | Bélgica       | 297    |
| 9    | Louis Richardet      | Switzerland   | 297    |
| 11   | Antonius Bouwens     | Países Baixos | 296    |
| 12   | Ole Sæther           | Noruega       | 293    |
| 13   | Hellmer Hermandsen   | Noruega       | 290    |
| 13   | Viggo Jensen         | Dinamarca     | 290    |
| 15   | Ole Østmo            | Noruega       | 289    |
| 16   | Achille Paroche      | França        | 287    |
| 17   | Auguste Cavadini     | França        | 286    |
| 17   | Léon Moreaux         | França        | 286    |
| 19   | Henrik Sillem        | Países Baixos | 281    |
| 20   | Solko van den Bergh  | Países Baixos | 274    |
| 21   | Tom Seeberg          | Noruega       | 272    |
| 22   | Laurids Jensen-Kjær  | Dinamarca     | 271    |
| 22   | Maurice Lecoq        | França        | 271    |
| 24   | Jules Bury           | Bélgica       | 269    |
| 25   | Alfred Grütter       | Suíça         | 265    |
| 26   | Axel Kristensen      | Dinamarca     | 260    |
| 27   | Olaf Frydenlund      | Noruega       | 259    |
| 27   | René Thomas          | França        | 259    |
| 29   | Edouard Myin         | Bélgica       | 249    |
| 30   | Joseph Baras         | Bélgica       | 210    |

## Carabina militar deitado
| Pos. | País            | Atletas              |
| ---- | --------------- | -------------------- |
|      | França (FRA)    | Achille Paroche      |
|      | Dinamarca (DEN) | Anders Peter Nielsen |
|      | Noruega (NOR)   | Ole Østmo            |

Cada atirador podia dar 40 tiros, totalizando um máximo de 400 pontos.
| Pos. | Atirador             | País          | Placar |
| ---- | -------------------- | ------------- | ------ |
| 1    | Achille Paroche      | França        | 332    |
| 2    | Anders Peter Nielsen | Dinamarca     | 330    |
| 3    | Ole Østmo            | Noruega       | 329    |
| 4    | Léon Moreaux         | França        | 325    |
| 5    | Emil Kellenberger    | Suíça         | 324    |
| 6    | Henrik Sillem        | Países Baixos | 317    |
| 7    | Auguste Cavadini     | França        | 316    |
| 8    | Paul van Asbroeck    | Bélgica       | 312    |
| 8    | Uilke Vuurman        | Países Baixos | 312    |
| 10   | Hellmer Hermandsen   | Noruega       | 308    |
| 10   | Viggo Jensen         | Dinamarca     | 308    |
| 12   | Louis Richardet      | Suíça         | 307    |
| 13   | Edouard Myin         | Bélgica       | 304    |
| 14   | Marcus Ravenswaaij   | Países Baixos | 303    |
| 15   | Charles Paumier      | Bélgica       | 302    |
| 16   | Lars Jørgen Madsen   | Dinamarca     | 301    |
| 16   | Tom Seeberg          | Noruega       | 301    |
| 18   | Ole Sæther           | Noruega       | 298    |
| 19   | René Thomas          | França        | 295    |
| 20   | Solko van den Bergh  | Países Baixos | 292    |
| 21   | Franz Böckli         | Suíça         | 289    |
| 22   | Olaf Frydenlund      | Noruega       | 287    |
| 23   | Alfred Grütter       | Suíça         | 285    |
| 23   | Konrad Stäheli       | Suíça         | 285    |
| 25   | Maurice Lecoq        | França        | 284    |
| 26   | Antonius Bouwens     | Países Baixos | 278    |
| 27   | Laurids Jensen-Kjær  | Dinamarca     | 273    |
| 28   | Joseph Baras         | Bélgica       | 270    |
| 28   | Jules Bury           | Bélgica       | 270    |
| 30   | Axel Kristensen      | Dinamarca     | 261    |

## Carabina militar três posições
| Pos. | País            | Atletas              |
| ---- | --------------- | -------------------- |
|      | Suíça (SUI)     | Emil Kellenberger    |
|      | Dinamarca (DEN) | Anders Peter Nielsen |
|      | Bélgica (BEL)   | Paul van Asbroeck    |
|      | Noruega (NOR)   | Ole Østmo            |

O placar dos três eventos anteriores da carabina militar foram somados e o atirador com mais pontos sagrou-se campeão.
| Pos | Atirador             | País          | Em pé | Ajoelhado | Deitado | Total |
| --- | -------------------- | ------------- | ----- | --------- | ------- | ----- |
| 1   | Emil Kellenberger    | Suíça         | 292   | 314       | 324     | 930   |
| 2   | Anders Peter Nielsen | Dinamarca     | 277   | 314       | 330     | 921   |
| 3   | Paul van Asbroeck    | Bélgica       | 297   | 308       | 312     | 917   |
| 3   | Ole Østmo            | Noruega       | 299   | 289       | 329     | 917   |
| 5   | Lars Jørgen Madsen   | Dinamarca     | 305   | 299       | 301     | 905   |
| 6   | Charles Paumier      | Bélgica       | 298   | 297       | 302     | 897   |
| 7   | Achille Paroche      | França        | 268   | 287       | 332     | 887   |
| 8   | Franz Böckli         | Suíça         | 294   | 300       | 289     | 883   |
| 9   | Marcus Ravenswaaij   | Países Baixos | 272   | 306       | 303     | 881   |
| 9   | Konrad Stäheli       | Suíça         | 272   | 324       | 285     | 881   |
| 11  | Auguste Cavadini     | França        | 278   | 286       | 316     | 880   |
| 11  | Léon Moreaux         | França        | 269   | 286       | 325     | 880   |
| 13  | Hellmer Hermandsen   | Noruega       | 280   | 290       | 308     | 878   |
| 14  | Uilke Vuurman        | Países Baixos | 261   | 303       | 312     | 876   |
| 15  | Viggo Jensen         | Dinamarca     | 277   | 290       | 308     | 875   |
| 16  | Louis Richardet      | Suíça         | 269   | 297       | 307     | 873   |
| 17  | Tom Seeberg          | Noruega       | 275   | 272       | 301     | 848   |
| 18  | Henrik Sillem        | Países Baixos | 249   | 281       | 317     | 847   |
| 19  | Alfred Grütter       | Suíça         | 282   | 265       | 285     | 832   |
| 20  | Ole Sæther           | Noruega       | 239   | 293       | 298     | 830   |
| 21  | Maurice Lecoq        | França        | 268   | 271       | 284     | 823   |
| 22  | Jules Bury           | Bélgica       | 282   | 269       | 270     | 821   |
| 23  | Edouard Myin         | Bélgica       | 265   | 249       | 304     | 818   |
| 24  | Olaf Frydenlund      | Noruega       | 271   | 259       | 287     | 817   |
| 25  | Antonius Bouwens     | Países Baixos | 238   | 296       | 278     | 812   |
| 26  | René Thomas          | França        | 254   | 259       | 295     | 808   |
| 27  | Solko van den Bergh  | Países Baixos | 239   | 274       | 292     | 805   |
| 28  | Laurids Jensen-Kjær  | Dinamarca     | 238   | 271       | 273     | 782   |
| 28  | Axel Kristensen      | Dinamarca     | 261   | 260       | 261     | 782   |
| 30  | Joseph Baras         | Bélgica       | 233   | 210       | 270     | 713   |

## Carabina militar por equipe
| Pos. | País          | Atletas                                                                      |
| ---- | ------------- | ---------------------------------------------------------------------------- |
|      | Suíça (SUI)   | Emil Kellenberger Franz Böckli Konrad Stäheli Louis Richardet Alfred Grütter |
|      | Noruega (NOR) | Ole Østmo Hellmer Hermandsen Tom Seeberg Ole Sæther Olaf Frydenlund          |
|      | França (FRA)  | Achille Paroche Auguste Cavadini Léon Moreaux Maurice Lecoq René Thomas      |

O placar dos atiradores nas provas da carabina militar foi somado e a equipe que somou mais pontos sagrou-se campeã.
| Pos. | Equipe                                                             | Placar 1 | Placar 2 | Placar 3 | Placar 4 | Placar 5 | Total |
| ---- | ------------------------------------------------------------------ | -------- | -------- | -------- | -------- | -------- | ----- |
| 1    | Suíça Kellenberger, Böckli, Stäheli, Richardet, Grütter            | 930      | 883      | 881      | 873      | 832      | 4399  |
| 2    | Noruega Østmo, Hermandsen, Seeberg, Sæther, Frydenlund             | 917      | 878      | 848      | 830      | 817      | 4290  |
| 3    | França Paroche, Cavadini, Moreaux, Lecoq, Thomas                   | 887      | 880      | 880      | 823      | 808      | 4278  |
| 4    | Dinamarca Nielsen, Madsen, Jensen, Jensen-Kjær, Kristensen         | 921      | 905      | 875      | 782      | 782      | 4265  |
| 5    | Países Baixos Ravenswaaij, Vuurman, Sillem, Bouwens, Van den Bergh | 881      | 876      | 847      | 812      | 805      | 4221  |
| 6    | Bélgica Van Asbroeck, Paumier, Bury, Myin, Baras                   | 917      | 897      | 824      | 818      | 713      | 4166  |

## Fossa olímpica
| Pos. | País         | Atletas            |
| ---- | ------------ | ------------------ |
|      | França (FRA) | Roger de Barbarin  |
|      | França (FRA) | René Guyot         |
|      | França (FRA) | Justinien de Clary |

A competição realizou-se de 15 a 17 de agosto com 31 atiradores de quatro países. Os três primeiros colocados empataram em 17 pontos, mas os critérios que foram usadas para desempate são desconhecidos.
| Pos. | Atirador           | País         | Placar       |
| ---- | ------------------ | ------------ | ------------ |
| 1    | Roger de Barbarin  | França       | 17           |
| 2    | René Guyot         | França       | 17           |
| 3    | Justinien de Clary | França       | 17           |
| 4    | César de Bettex    | França       | 16           |
| 5    | Hilaret            | França       | 15           |
| 6    | Edouard Geynet     | França       | 13           |
| 7    | Jules Charpentier  | França       | 12           |
| 7    | de Joubert         | França       | 12           |
| 7    | Joseph Labbé       | França       | 12           |
| 7    | Sidney Merlin      | Grã-Bretanha | 12           |
| 7    | André de Schonen   | França       | 12           |
| 7    | Sion               | França       | 12           |
| 13   | Amédée Aubry       | França       | 11           |
| 13   | Gheorghe Plagino   | Romênia      | 11           |
| 15   | Boucquet           | França       | desconhecido |
| 16   | Léon Moreaux       | França       | desconhecido |
| 17   | Reverdin           | França       | desconhecido |
| 18   | Jacques Nivière    | França       | desconhecido |
| 19   | Gaston Legrand     | França       | desconhecido |
| 20   | Ador               | França       | desconhecido |
| 21   | Mercier            | França       | desconhecido |
| 22   | Roger Nivière      | França       | desconhecido |
| 23   | de Montholon       | França       | desconhecido |
| 24   | de Saint-James     | França       | desconhecido |
| 25   | Soucaret           | França       | desconhecido |
| 26   | Pierre Perrier     | França       | desconhecido |
| 27   | G. Brosselin       | França       | desconhecido |
| 28   | A. Darnis          | França       | desconhecido |
| 29   | N. Guyot           | França       | desconhecido |
| 30   | Pourchainaux       | França       | desconhecido |
| 31   | Anjou              | França       | desconhecido |

## Quadro de medalhas do tiro
| Pos. | País              | Ouro | Prata | Bronze | Total |
| 1    | SUI Suíça         | 5    | 1     | 1      | 7     |
| 2    | FRA França        | 3    | 4     | 3      | 10    |
| 3    | DEN Dinamarca     | 1    | 3     | 0      | 4     |
| 4    | NOR Noruega       | 0    | 2     | 2      | 4     |
| 5    | BEL Bélgica       | 0    | 0     | 2      | 2     |
| 6    | NED Países Baixos | 0    | 0     | 1      | 1     |